# Santa María de Miralles
Santa María de Miralles (en catalán y oficialmente Santa Maria de Miralles) es una localidad y municipio español situado en la parte suroccidental de la comarca de Noya, en la provincia de Barcelona, comunidad autónoma de Cataluña. Limita con los municipios barceloneses de La Llacuna, Orpí, Santa Margarita de Montbuy, San Martín de Tous y Bellprat, y con los municipios tarraconenses de Pontils y Querol.

## Demografía
Santa Maria de Miralles cuenta con una población de 137 habitantes (INE 2024).
| Gráfica de evolución demográfica de Santa Maria de Miralles entre 1842 y 2021                                         |
| |
| Población de derecho según los censos de población del INE. Población de hecho según los censos de población del INE. |

## Economía
Agricultura de secano.

## Lugares de interés

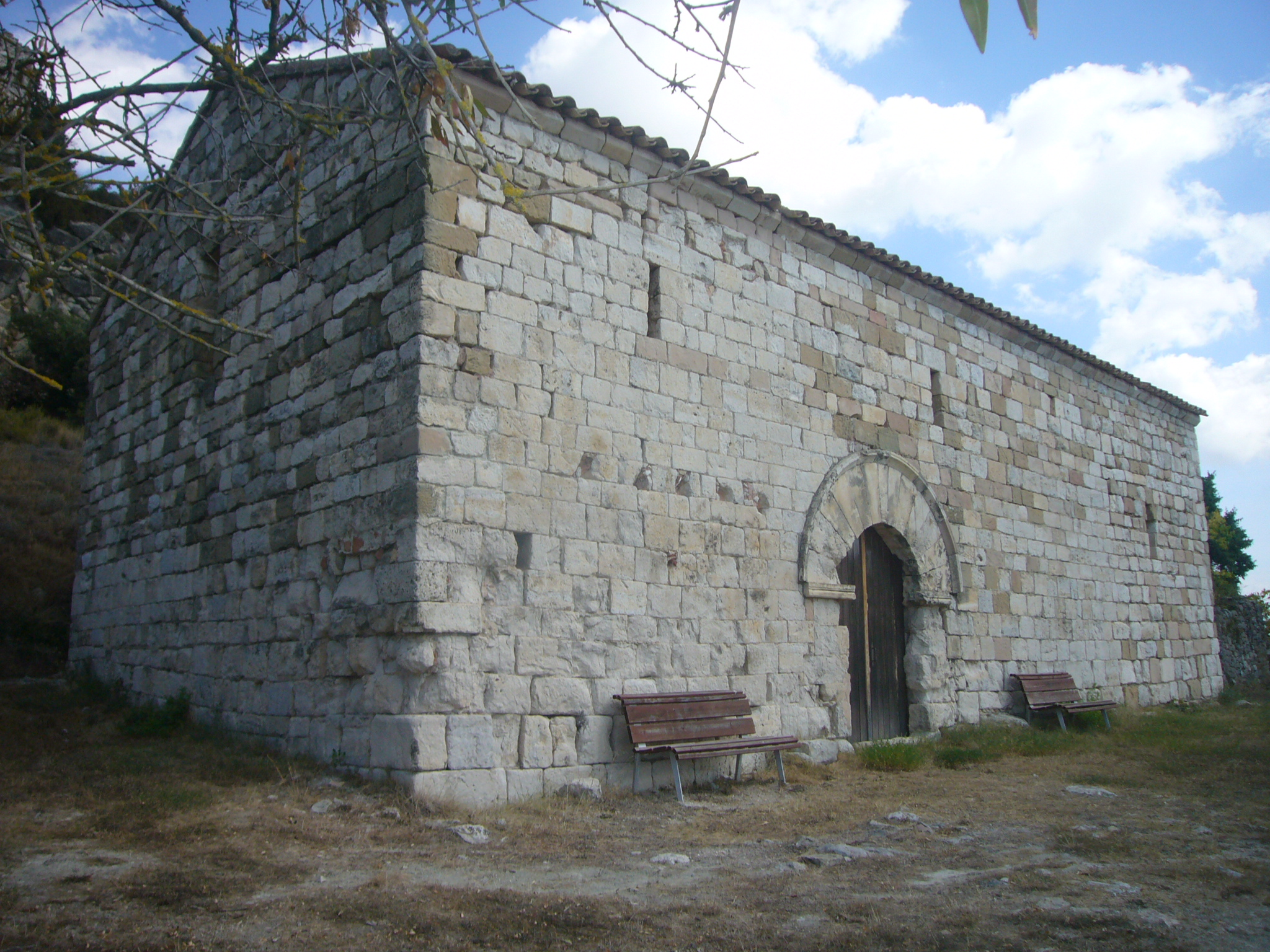
Iglesia de Santa María

- Iglesia de Santa María, de origen románico.
- Ruinas del castillo de Miralles, declaradas bien de interés cultural desde el 8 de noviembre de 1988.
- Antiguas minas de Bauxita.